# Nomada priscilla
Nomada priscilla är en biart som beskrevs av Nurse 1902. Nomada priscilla ingår i släktet gökbin, och familjen långtungebin. Inga underarter finns listade i Catalogue of Life.